# Federația Umanistă Europeană
Federația Umanistă Europeană (în engleză European Humanist Federation, EHF, în franceză Fédération humaniste européenne, FHE), abreviată oficial ca EHF-FHE, este o organizație umbrelă formată din 55 de organizații umaniste și seculare din 22 de țări europene. EHF a fost fondată în Praga în Iulie 1991, își are sediul în Bruxelles și este condusă în prezent de Pierre Galand. Este cea mai mare organizație umbrelă formată din asociații umaniste din Europa ce promovează secularismul, protejând tratamentul egal al tuturor oamenilor indiferent de religie sau credință și luptând împotriva conservatorismului religios și privilegiilor lui la nivelul Uniunii Europene. EHF  colaborează în proximitate cu Uniunea Internațională Etică și Umanistă (IHEU), care operează la nivelul Organizației Națiunilor Unite.

## Obiective
EHF promovează statul secular și se opune lobby-ului organizațiilor religioase direcționat către instituțiile Europene.
EHF își propune să: 
- Obțină Separația între biserică și stat în Europa;[5]
- Protejeze libertatea religioasă și libertatea credinței, ce include dreptul de a nu crede sau de a nu avea religie și dreptul cuiva de a-și schimba credința;[6]
- Protejeze libertatea de gândire și Libertatea de exprimare, ce implică opoziția față de legile care vor să interzică “blasfemia”;[6]
- Să promoveze non-discriminarea pe toate planurile (originea etnică sau națională, religie și credință, dizabilitate, vârstă, sex, orientarea sexuală, etc.), inspirată de convingerea umanistă a EHF, cum că toți oamenii se nasc liberi și egali;[6]
- Susțină sănătatea și drepturile reproductive ale femeii când și unde sunt amenințate.[6]